# Luis García Berlanga
Luis García-Berlanga Martí (Valencia, 12 de junio de 1921-Pozuelo de Alarcón, Madrid, 13 de noviembre de 2010), también conocido como Luis García Berlanga, fue un director de cine y guionista español.

## Biografía

### Infancia y juventud
Luis García-Berlanga Martí nació en Valencia el 12 de junio de 1921, en una familia de terratenientes de Camporrobles, provincia de Valencia. Su abuelo, Fidel García Berlanga (1859-1914), era miembro activo del Partido Liberal de Sagasta, a finales del siglo XIX, llegando a ser diputado en Cortes en Madrid y presidente de la diputación de Valencia. Su padre, José García-Berlanga (1886-1952), comenzó también su militancia en el Partido Liberal, para luego pasar al partido de centro derecha de Lerroux, el Partido Radical, y más tarde afiliarse al partido de centro izquierda burgués de Martínez Barrio, Unión Republicana.
Los orígenes de su madre, Amparo Martí, fueron mucho más humildes, ya que venía de una familia de emigrantes de Teruel que se establecieron en Valencia. Su tío materno, Luis Martí Alegre, llegó a ser presidente de la Caja de Ahorros de Valencia.

El propio Luis García Berlanga cuenta a su biógrafo Antonio Gómez Rufo en relación con su padre: 
«Y así fue que cuando llegó 1936 mi padre estaba en Unión Republicana, en el Frente Popular. Pero resultaba que era muy perseguido por determinadas facciones de la ultraizquierda, concretamente por aquellos con los que más simpatizaba yo, los anarquistas, a causa no recuerdo qué follones en Utiel y en Requena, por lo que no le quedó más remedio que huir de Valencia para salvarse de la persecución. Y se fue a Tánger, donde vivió un año, hasta que lo detuvieron los nacionales».
Durante su juventud se unió a la División Azul para evitar represiones políticas por el cargo de gobernador civil que su padre había desempeñado en Alicante durante la República española. En 1990, el propio Luis reconoce que se alistó pues muchos de sus amigos eran miembros jóvenes destacados de Falange. Sobre su ideología azul en aquellos años son muchos los testimonios de divisionarios que compartieron con él las trincheras en Rusia, como, por ejemplo, José Luis Amador de los Ríos. 
En marzo de 1943 ganaba el premio «Luis Fuster» dado por el SEU —sindicato universitario falangista— de Valencia por su artículo aparecido en la Hoja de Campaña de la División Azul titulado "Fragmentos de una primavera". Escribía:

[...] Sobre un carro, un carro de ruedas destartaladas y ejes que chirriaban, a contraluz con la estepa iluminada eternamente, llevamos ayer su cadáver a Motorowo, y en su jardín, la cabeza hacia España, lo enterramos... Con él se fueron las medallas religiosas, el cisne blanco en la camisa azul, y aquellas rosa de los Alpes que una estudiante alemana le regalara. Nos dejó, sin embargo, una antología de la buena muerte y una postura arrogante ante lo irremediable.
Caía la tierra sobre su cuerpo y descendía sobre nosotros el afán silencioso en la lucha. Así, sin gritos, proseguíamos, cada vez más acelerada, la marcha hacia los límites de nuestra conciencia. Se desangran, sí, los cadáveres de los falangistas, pero esa sangre entra en las venas de los que nos quedamos, para rejuvenecer nuestro ímpetu.

De joven, decidió estudiar Derecho y luego Filosofía y Letras, pero más tarde, en 1947, cambió su vocación e ingresó en el Instituto de Investigaciones y Experiencias Cinematográficas de Madrid, donde realizó sus primeros cortometrajes.
Fue un gran aficionado al erotismo, recabando una enorme colección de material sobre el tema (principalmente literatura) y llegó a codirigir de 1979 a 2004 en Tusquets Editores una colección literaria de esta temática que otorgaba un premio, el Premio La Sonrisa Vertical, en el que era presidente del jurado.
El término 'berlanguiano' que hace referencia a lo surrealista, a lo difícil de explicar pero absolutamente posible dentro del imaginario y la manera de ser de los españoles, ha sido admitido por la RAE.

### Cineasta
Debutó como director en 1951 con la película Esa pareja feliz, en la que colaboraba con Juan Antonio Bardem. Junto a este, se lo considera uno de los renovadores del cine español de posguerra. Entre sus películas destacan títulos célebres de la historia del cine español, como El verdugo o Bienvenido, Mister Marshall. Trabajó en siete ocasiones con el guionista Rafael Azcona, y de esta asociación surgieron algunas de las películas más célebres del cine español, además de las citadas, como La escopeta nacional.

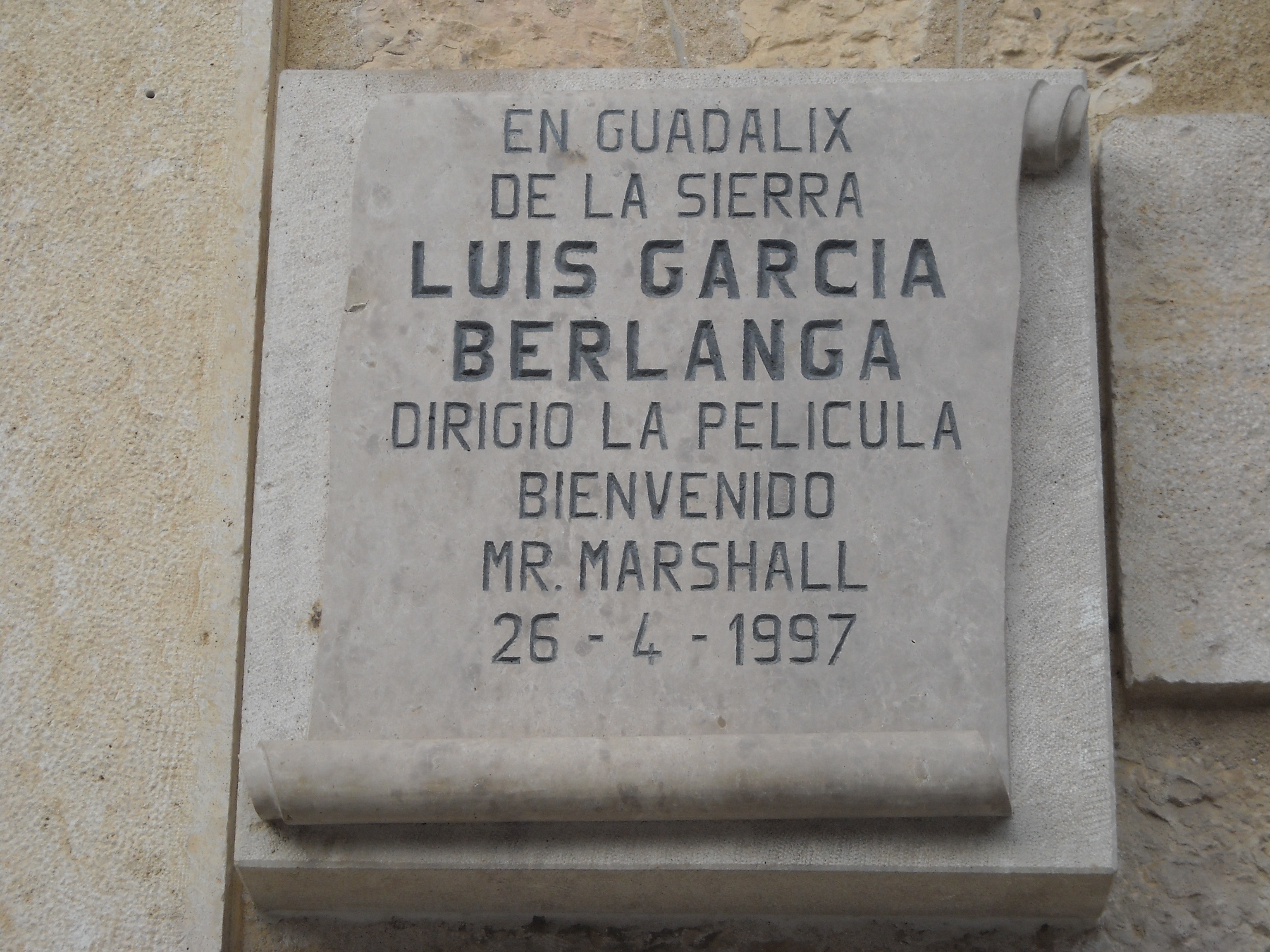
Placa de Bienvenido Mr. Marshall en Guadalix de la Sierra.

Su cine se caracteriza por su mordaz ironía y sus ácidas sátiras sobre diferentes situaciones sociales y políticas. En la etapa de la dictadura franquista despuntó su habilidad para burlar la censura de la época con situaciones y diálogos no excesivamente explícitos pero de inteligente contralectura y consiguió llevar a cabo proyectos tan atrevidos como Los jueves, milagro.
Su película Plácido fue candidata al Óscar a la mejor película de habla no inglesa en 1961. En 1980 obtuvo el Premio Nacional de Cinematografía, en 1981 la Medalla de Oro de las Bellas Artes, en 1986 el Premio Príncipe de Asturias de las Artes y en 1993 el Goya al mejor director por su película Todos a la cárcel. El 25 de abril de 1988 fue elegido miembro de la Real Academia de Bellas Artes de San Fernando, e ingresó al año siguiente con un discurso titulado El cine, sueño inexplicable.
Obtuvo premios y galardones internacionales en los más importantes festivales, como Cannes, Venecia, Montreal y Berlín. En el Festival de Karlovy Vary fue elegido como uno de los diez cineastas más relevantes del mundo. Además, poseía un incontable número de reconocimientos nacionales.

### Familia
Se casó en 1954 con María Jesús Manrique de Aragón (1931-4 de agosto de 2022) y fueron padres de cuatro hijos: José Luis García-Berlanga, productor de televisión, hostelero y cocinero; Jorge Berlanga (1958-2011), periodista, escritor y guionista (participó en el guion de varias películas de su padre) y director de la Mostra de Valencia entre 2001 y 2002; Carlos Berlanga (1959-2002), músico, compositor e importante precursor de la corriente cultural conocida como la movida madrileña, además de la música pop de los años 80; y Fernando García-Berlanga, locutor y presidente de la desaparecida cadena española Somosradio.
Sus dos hijos más conocidos fallecieron en Madrid relativamente jóvenes por enfermedades hepáticas: Carlos el 5 de junio de 2002, a los 42 años, y Jorge el 9 de junio de 2011, a los 52 años.
Luis García Berlanga falleció el 13 de noviembre de 2010 a los 89 años por causas naturales en su casa de la urbanización de Somosaguas (Pozuelo de Alarcón, Comunidad de Madrid). Está enterrado en el cementerio de Pozuelo de Alarcón junto a su esposa y sus hijos Carlos y Jorge.

## Legado e influencia
En 2008, ya en un delicado estado de salud, depositó en la Caja 1034 de las Letras del Instituto Cervantes de la calle Alcalá un sobre donde contenía un secreto, el cual pidió que no se revelase hasta el 12 de junio de 2021, cuando se cumpliera el centenario de su nacimiento. El 9 de junio de 2021, a tres días del centenario, sus nietos Fidel ―que acompañó al cineasta cuando depositó el sobre― y Jorge abrieron la caja y revelaron el contenido secreto del sobre: un guion inédito titulado ¡Viva Rusia!, coescrito por el propio cineasta, su hijo Jorge, Rafael Azcona y Manuel Hidalgo, proyecto de cuarta película de la saga de la familia Leguineche, que nunca se rodó.
Tras el fallecimiento de Luis García Berlanga, Álex de la Iglesia, presidente de la Academia de las Artes y las Ciencias Cinematográficas de España, escribió en El País un obituario donde reconoce que la película Plácido, del citado director, le cambió la vida:

Berlanga metió un puño en mi corazón y lo arrancó de cuajo, mientras con la otra mano me hacía burla. Y yo me reía, y lloraba, en el cineclub de la universidad, y no sabía que esa película, Plácido, me acompañaría en sueños toda la vida. Los rostros de sus actores, José Luis López Vázquez, Manuel Alexandre y tantos otros, serían mi familia para siempre.
Álex de la Iglesia

Santiago Segura también explicó que su obra influyó en la suya diciendo que «el cine de Berlanga ha influido en mi filmografía de la mejor manera posible, impactando fuertemente en mi cerebro y dejando su poso tras visionarlo», al igual que Óscar Aibar, quien afirmó que su película El gran Vázquez tiene influencias de Berlanga. Berlanga fue uno de los 25 primeros cineastas españoles elegidos por la Junta Directiva de la Academia de las Artes y las Ciencias Cinematográficas de España que tuvieron su estrella en el paseo de la fama de Madrid, situado en la calle de Martín de los Heros, y realizada por Óscar Mariné.

## Filmografía

### Cortometrajes
- Tres cantos (1948)
- Paseo por una guerra antigua (1948). Codirigida con Juan Antonio Bardem, Florentino Soria y Agustín Navarro.
- El circo (1949)
- Se vende un tranvía (1959). Cortometraje para televisión de 28 minutos de duración, escrito por Berlanga y Azcona, y dirigido por Juan Estelrich March bajo supervisión de Berlanga.
- Las cuatro verdades ("Les quatre vérités", 1963), episodio La muerte y el leñador. Adaptación de las fábulas de Jean de la Fontaine en una coproducción franco-italo-hispano-alemana de excelente reparto. Los tres episodios restantes estaban dirigidos por René Clair, Hervé Blomberger y Alessandro Blasetti, y el metraje original de la cinta se emitió en la TV francesa con el título "Les fables de La Fontaine" en 1964
- El sueño de la maestra (2002)

### Largometrajes
- Esa pareja feliz (1951). Codirigida junto a Juan Antonio Bardem
- Bienvenido, Mister Marshall (1953)
- Novio a la vista (1954)
- Calabuch (1956)
- Los jueves, milagro (1957)
- Plácido (1961)
- El verdugo (1963)
- Las pirañas (La boutique, 1967)
- ¡Vivan los novios! (1970)
- Tamaño natural ("Grandeur nature", 1974)
- La escopeta nacional (1978)  Trilogía de la familia Leguineche.
- Patrimonio nacional (1981)  Trilogía de la familia Leguineche.
- Nacional III (1982)  Trilogía de la familia Leguineche.
- La vaquilla (1985)
- Moros y cristianos (1987)
- Todos a la cárcel (1993)
- París-Tombuctú (1999)

### Otros trabajos
- Villarriba y Villabajo (televisión, 1994). Creador de la serie y guionista, fue dirigida por su hijo José Luis y por Carlos Gil y Josetxo San Mateo.
- Blasco Ibáñez, la novela de su vida (televisión, 1997)

## Curiosidades
- En junio de 2021, la Fábrica Nacional de Moneda y Timbre estampó un sello con motivo del centenario del nacimiento del cineasta valenciano Luis García Berlanga, dentro de la serie 'Personajes 2021'

- En diciembre de 2022, se dio a conocer que el Ministerio de Cultura y Deporte había culminado la adquisición del archivo de Luis García Berlanga por un importe de 357.000 euros.

## Premios y distinciones

### Certámenes anuales
Premios Óscar
| Año  | Categoría                          | Película | Resultado |
| ---- | ---------------------------------- | -------- | --------- |
| 1962 | Mejor película de habla no inglesa | Plácido  | Nominado  |

 Premios Goya
| Año  | Categoría            | Película           | Resultado |
| ---- | -------------------- | ------------------ | --------- |
| 1988 | Mejor guion original | Moros y cristianos | Candidato |
| 1994 | Mejor dirección      | Todos a la cárcel  | Ganador   |
| 1994 | Mejor guion original | Todos a la cárcel  | Candidato |

Medallas del Círculo de Escritores Cinematográficos
| Año  | Categoría                | Película                    | Resultado |
| ---- | ------------------------ | --------------------------- | --------- |
| 1951 | Premio Jimeno            | Esa pareja feliz            | Ganador   |
| 1953 | Mejor argumento original | Bienvenido, Mister Marshall | Ganador   |
| 1959 | Mejor argumento original | Los jueves, milagro         | Ganador   |
| 1961 | Mejor director           | Plácido                     | Ganador   |
| 1963 | Mejor argumento original | El verdugo                  | Ganador   |
| 1993 | Mejor director           | Todos a la cárcel           | Ganador   |

Premios del Sindicato Nacional del Espectáculo
| Año  | Categoría                      | Película | Resultado |
| ---- | ------------------------------ | -------- | --------- |
| 1956 | 2.º Premio a la mejor película | Calabuch | Ganadora  |
| 1956 | Premio al mejor guion          | Calabuch | Ganadora  |

Premios Sant Jordi de Cinematografía
| Año  | Categoría               | Película            | Resultado |
| ---- | ----------------------- | ------------------- | --------- |
| 1962 | Mejor película española | Plácido             | Ganadora  |
| 1962 | Mejor director español  | Plácido             | Ganador   |
| 1964 | Mejor película española | El verdugo          | Ganador   |
| 1981 | Mejor película española | Patrimonio nacional | Ganador   |

Premios Fotogramas de Plata
| Año  | Categoría     | Película        | Resultado |
| ---- | ------------- | --------------- | --------- |
| 1999 | Toda una vida | toda su carrera | Ganador   |

Asamblea de Directores Realizadores Cinematográficos españoles
| Año  | Categoría                       | Película        | Resultado |
| ---- | ------------------------------- | --------------- | --------- |
| 2002 | Premio honorífico de la ADIRCAE | toda su carrera | Ganador   |

Asociación de Escritores y Escritoras de Cine de Andalucía
| Año  | Categoría                                  | Película    | Resultado |
| ---- | ------------------------------------------ | ----------- | --------- |
| 1986 | Premio ASECAN a la mejor película española | La vaquilla | Ganador   |

Premios Bronce de Guía del Ocio
| Año  | Categoría      | Película    | Resultado |
| ---- | -------------- | ----------- | --------- |
| 1985 | Mejor película | La vaquilla | Ganador   |
| 1985 | Mejor director | La vaquilla | Ganador   |

Premios Internacionales Terenci Moix
| Año  | Categoría                   | Película        | Resultado |
| ---- | --------------------------- | --------------- | --------- |
| 2006 | Trayectoria cinematográfica | toda su carrera | Ganador   |

Premios Ondas
| Año  | Categoría        | Película        | Resultado |
| ---- | ---------------- | --------------- | --------- |
| 1999 | Premio Cinemanía | toda su carrera | Ganador   |

Premios Princesa de Asturias
| Año  | Categoría                                | Película        | Resultado |
| ---- | ---------------------------------------- | --------------- | --------- |
| 1986 | Premio Princesa de Asturias de las Artes | toda su carrera | Ganador   |

Premios Turia
| Año  | Categoría       | Película        | Resultado |
| ---- | --------------- | --------------- | --------- |
| 1992 | Premio especial | toda su carrera | Ganador   |

### Festivales de cine
Festival de Cannes
| Año  | Categoría                 | Película                    | Resultado |
| ---- | ------------------------- | --------------------------- | --------- |
| 1953 | Palma de oro              | Bienvenido, Mister Marshall | Candidato |
| 1953 | Mejor comedia             | Bienvenido, Mister Marshall | Ganador   |
| 1953 | Mención especial al guion | Bienvenido, Mister Marshall | Ganador   |
| 1962 | Palma de oro              | Plácido                     | Candidato |
| 1970 | Palma de oro              | ¡Vivan los novios!          | Candidato |
| 1981 | Palma de oro              | Patrimonio nacional         | Candidato |

Festival Internacional de Cine de Venecia
| Año  | Categoría       | Película   | Resultado |
| ---- | --------------- | ---------- | --------- |
| 1956 | León de oro     | Calabuch   | Candidato |
| 1956 | Premio OCIC     | Calabuch   | Ganador   |
| 1963 | Premio FIPRESCI | El verdugo | Ganador   |

Festival de Cine de L'Alfàs del Pi
| Año  | Categoría     | Película        | Resultado |
| ---- | ------------- | --------------- | --------- |
| 2000 | Faro de plata | toda su carrera | Ganador   |

Festival Internacional de Cine de Mar del Plata
| Año  | Categoría       | Película       | Resultado |
| ---- | --------------- | -------------- | --------- |
| 1999 | Mejor película  | París-Tombuctú | Candidato |
| 1999 | Premio OCIC     | París-Tombuctú | Ganador   |
| 1999 | Premio FIPRESCI | París-Tombuctú | Ganador   |

Semana Internacional de Cine de Valladolid
| Año  | Categoría        | Película            | Resultado |
| ---- | ---------------- | ------------------- | --------- |
| 1958 | Mención especial | Los jueves, milagro | Ganadora  |